# Ekaltadeta
L'ekaltadeta (Ekaltadeta ima) era un bizzarro mammifero marsupiale caratteristico dei periodi Oligocene e Miocene. Visse in Australia e i suoi fossili sono stati ritrovati principalmente nella località nota come Riversleigh, nel nord del continente, che ha fornito molti resti fossili di marsupiali della metà del Cenozoico.

## Un canguro carnivoro
L'ekaltadeta, in sostanza, era un gigantesco ratto canguro carnivoro dotato di lunghissimi incisivi inferiori con i quali attaccava le sue prede. Questi denti puntavano verso l'avanti e assomigliavano a pugnali. Come molti altri mammiferi, Ekaltadeta sostituiva i suoi "denti da latte" con la dentizione normale; costituiva però un'eccezione non solo tra i marsupiali, ma tra tutti i mammiferi, dal momento che utilizzava il secondo molare, che andava sostituito, come supporto strutturale per il dente successivo.

## Incisivi come pugnali
Questa, ovviamente, non era la caratteristica più evidente di Ekaltadeta: questo "canguro carnivoro", in mancanza di veri e propri canini, utilizzava gli enormi incisivi per predare i piccoli animali, un sistema più volte riproposto nella storia dei marsupiali (si veda il leone marsupiale Thylacoleo e i suoi parenti stretti). Nonostante di Ekaltadeta si siano scoperti principalmente resti del cranio (peraltro davvero ben conservato), si può ricostruire l'intero animale piuttosto fedelmente, dal momento che resti postcranici di un marsupiale simile, denominato Propleopus oscillans, sono stati ritrovati in terreni più recenti (Pleistocene). Probabilmente Ekaltadeta possedeva anche zampe anteriori dotate di formidabili artigli, e con questi afferrava le prede, dopo essergli balzato addosso grazie alle lunghe zampe posteriori. Le dimensioni dell'animale non dovevano oltrepassare il metro, ma comunque questo piccolo killer doveva essere uno dei predatori più temibili del suo ambiente, insieme al leone marsupiale Wakaleo e all'uccello dromornitide Bullockornis.
Di Ekaltadeta sono note varie specie, la più nota delle quali è senza dubbio E. ima.